# Скела (епос)
Скела (ірл. scel: "повість", "історія") — різновид епічного твору у давній Ірландії, бувальщина, історичний переказ в якому викладені історичні події — частково справжні, частково вигадані і прикрашені казковими деталями. Те саме, що ірландські саги.

### Історія виникнення і збереження скел
Скели є аналогом скандинавських саг. Окремі скели мають характер переказу, судячи зі всього, реальних подій і не містять казкових елементів. Інші ж носять явно міфологічний характер і виникли в результаті історизації міфів. Згідно з ірландською історичною традицією, скели охоплюють період з 3000 року до нової ери ("з часів потопу") приблизно до 900 року нової ери. Пізні скели мають характер літописів. Скели були записані в V - IX століттях ірландськими монахами після прийняття християнства. До того скели протягом тривало часу передавалися з покоління в покоління усно носіями пісенної та поетичної традиції - філідами та друїдами, які становили у давній Ірландії окремий стан, окрему касту людей і проходили спеціальне навчання. Пізніше, в епоху пізнього середньовіччя та ренесансу, коли діяльність філідів та бардів була заборонена англійською владою, скели були систематизовані та укладені в хронологічні каталоги ірландськими вченими, зокрема, одним із найвідоміших укладачів скел був Джеффрі Кітінг, який на основі скел написав книгу "Історія Ірландії". У скелах поєднуються прозовий та поетичний жанри: в прозовий текст вставлені пісні, вірші, плачі, поеми. Іноді герої скел ведуть діалог поезією. 

### Класифікація скел
Всі скели, що дійшли до нас можна умовно розбити на кілька циклів. Серед них найвідоміший є так званий "уладський цикл" про події в королівстві Улад (Ольстер) в І столітті до нової ери та війну Уладу з іншими королівствами тодішньої Ірландії, зокрема з королівством Коннахт. Ще одним відомим циклом є "феніанський" цикл про діяльність феніїв — військової касти в давній ірландії, що існувала в ІІ - ІІІ століттях нової ери. До псевдоісторичного жанру історики відносять так званий "королівський цикл" скел, в якому описується історія Ірландії та послідовність правління верховних королів Ірландії - як історичних, так і вигаданих. 
До нашого часу дійшло близько 200 різних скел, деякі з них в кількох різних редакціях. У давні часи в Ірландії філід вищого рангу — оллам знав понад 350 різних скел на пам'ять. З них 250 вважались особливо важливими, головними - primscela, а решта - допоміжними, попередніми - remscela. 
Ще одним принципом класифікації скел є сюжетний принцип: скели діляться на розповіді про сватання, викрадення, руйнування, війну, видіння, зачаття, подорожі, правління певного короля чи вождя, пророцтво.
Скели виконувались філідами урочисто при дворі ірландських королів чи вождів. Виконання скел було присвячено певним подіям, мало магічний характер. Всі скели пов'язані одна з одною єдиним сюжетом — історією Ірландії. У деяких скелах зображається практично весь кельтський пантеон, але кельтські боги зображені як історичні персонажі (що, можливо, було результатом церковної цензури).